# Pfarrkirche Hörzendorf

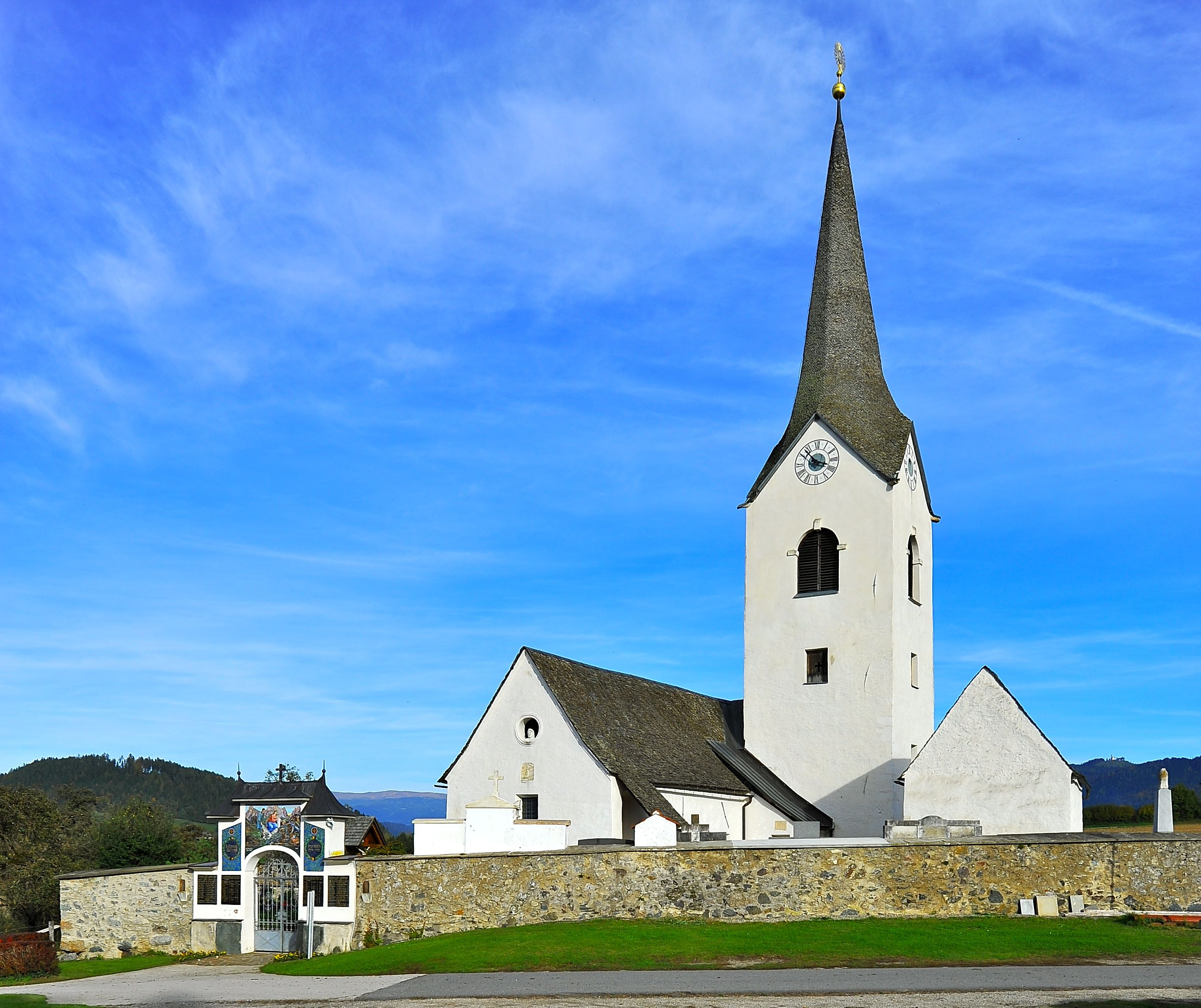
Katholische Pfarrkirche hl. Georg in Hörzendorf

Die römisch-katholische Pfarrkirche Hörzendorf steht im Stadtteil Hörzendorf in der Stadtgemeinde Sankt Veit an der Glan im Bezirk Sankt Veit an der Glan in Kärnten. Die dem Patrozinium hl. Georg unterstellte Pfarrkirche gehört zum Dekanat Klagenfurt-Land/Celovec-dežela in der Diözese Gurk-Klagenfurt. Die Kirche und der Friedhof stehen unter Denkmalschutz (Listeneintrag).

## Geschichte
Eine Kirche wird 1087 und 1136 urkundlich genannt.

## Architektur
Der gotische Kirchenbau – mit romanischem Mauerwerk im Langhaus – wurde im Westen in der Barockzeit erweitert und mit einem äußeren Emporenaufgang versehen. Der gotische Chor zeigt zweistufige Strebepfeiler. Der mächtige gotische Turm an der Südseite des Chores mit einem barocken Glockengeschoß hat einen achtseitigen, geschweiften Spitzhelm. An der Nordseite des Chores wurde eine barocke Kapelle angebaut. Die Dachdeckung besteht aus Steinplattln.
Die Kirche ist von einem Friedhof mit Mauer umgeben. Über dem Friedhofsportal schuf Josef Pfefferle (1936) ein Mosaik.

## Ausstattung
Der Hochaltar ist ein bemerkenswertes frühbarockes Retabel mit reicher Ornamentik aus der ersten Hälfte des 17. Jahrhunderts.